# Liuto forte
Le Liuto forte (marque déposée) est un luth conçu au début des années 1990 par le luthiste André Burguete, le luthier Günter Mark et l'ingénieur Benno Streu († 2007), avec des caractéristiques modernisées et empruntées en partie à la lutherie de la guitare.

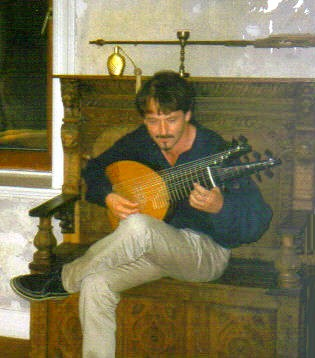
André Burguete avec un Liuto forte

## Constitution
Le Liuto forte a été conçu comme une évolution moderne du luth, dont le développement s'est arrêté à partir du milieu du XVIIIe siècle.

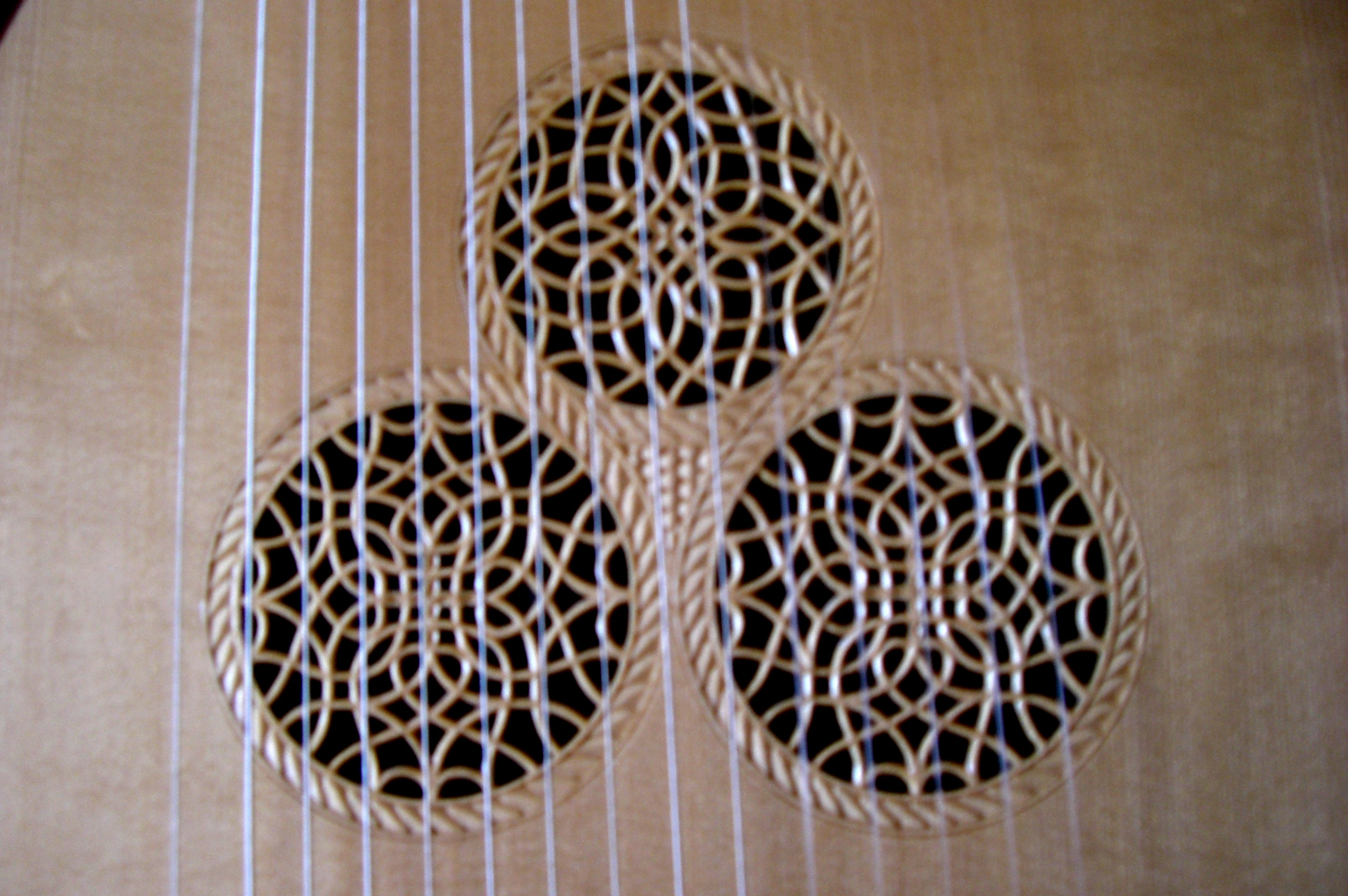
Rosace d'un Liuto forte

. Il emprunte particulièrement à la lutherie de la guitare classique, les caractéristiques suivantes :
- des chœurs simples en nylon ou composites [1] (dites "cordes carbones"), filées pour les graves, d'une tension intermédiaire entre celles du luth (de 3 à 3,5 kg) et de la guitare (6 à 9 kg).
- des frettes fixes en métal[2],
- une table galbée[3].

## Les modèles

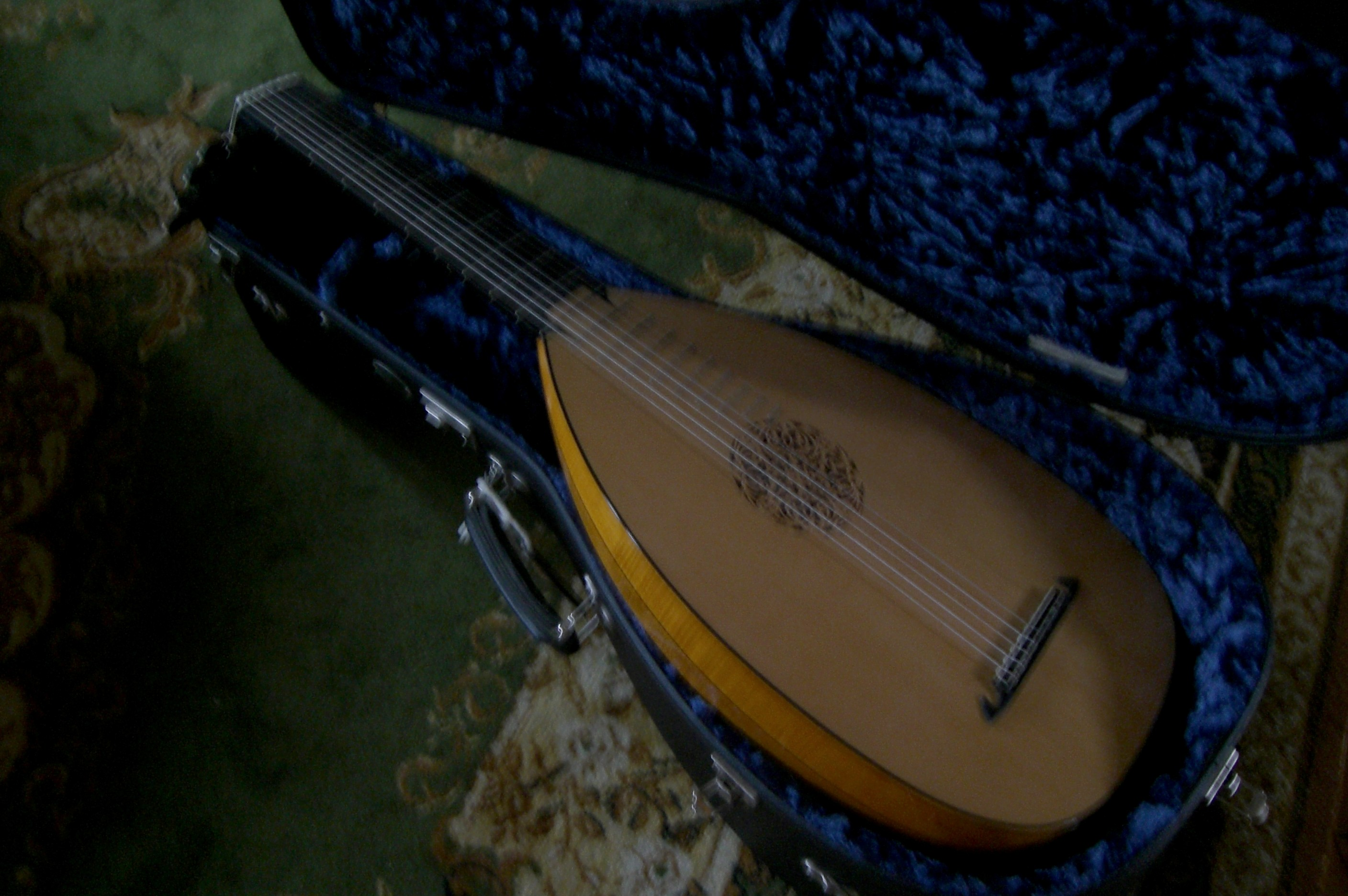
Liuto forte en mi à 8 cordes

Les modèles suivants sont notamment proposés :
- Le Liuto forte en mi à 8 cordes qui correspond au luth ténor.
- Le Liuto forte en ré à 14 ou 15 cordes qui correspond au luth baroque français.
- Le Liuto forte en sol à 14 cordes qui correspond au luth baroque italien.
- L'archiluth en mi à 14 cordes.
- Tiorba forte en la ou sol à 14 cordes.

## Prix décerné
En 1999, à Paris, l'invention du Liuto forte se voit décerner le "Prix européen de l'innovation pour les instruments de musique"